# FON

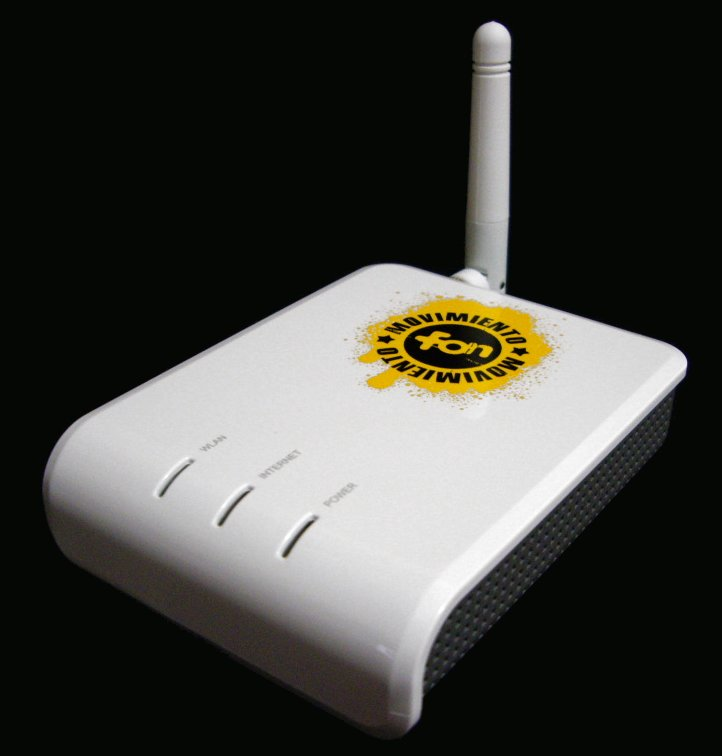
FON 단말기

FON (FON Wireless Ltd.)은 무선 인터넷을 공유하는 회사이다. FON은 스페인을 거점으로 미국, 영국, 프랑스, 독일, 홍콩, 중화민국, 대한민국, 일본 등에 지사를 갖고 있다.
2005년 11월 사업을 시작한 FON은 자신의 무선 인터넷을 공유하는 것을 동의하는 회원을 모으는 활동을 한다.(이러한 회원을 Foneros라고 부른다.) 회원은 싼 값에(종종 무료로 배포하기도 한다.) Fonera 라고 불리는 무선공유기를 구입할 수 있고, 그 무선공유기를 켜 놓음으로써 활동을 한다. 이 무선공유기는 자기자신을 위한 용도로도 사용할 수 있고, FON 회원들이 무료로 사용할 수도 있게 되는 것이다. 반면, 자신의 인터넷을 공유하지 않는 회원들은 (이들은 Aliens라고 부른다.) 무선 인터넷 접속을 위한 권한을 구입하여 무선인터넷을 사용한다.

## 같이 보기
- 에듀롬